# Barrio de Metlapa
Barrio de Metlapa är en ort i Mexiko.   Den ligger i kommunen Atotonilco el Grande och delstaten Hidalgo, i den sydöstra delen av landet, 120 km norr om huvudstaden Mexico City. Barrio de Metlapa ligger 1 951 meter över havet och antalet invånare är 284.
Terrängen runt Barrio de Metlapa är kuperad. Runt Barrio de Metlapa är det ganska tätbefolkat, med 70 invånare per kvadratkilometer. Närmaste större samhälle är Atotonilco el Grande, 15,8 km söder om Barrio de Metlapa. I omgivningarna runt Barrio de Metlapa växer huvudsakligen savannskog.